# Turbo-Union RB199
Le Turbo-Union RB199 est un turboréacteur double flux, qui motorise les chasseurs Tornado.

## Conception et développement
Le RB199 est un moteur modulaire, ce qui facilite la maintenance. Il a été testé en vol sur l'Avro Vulcan, l'avion qui a été utilisé pour des essais en vol des moteurs Olympus 593 du Concorde. Une nacelle a été spécialement construite qui était pleinement représentative du fuselage du Tornado et attachée au-dessous du Vulcain. L'avion a fait son premier vol dans cette configuration en 1972.

## Variantes
RB199 Mk 101
Modèle initial du RB 199 qui équipait les Tornado IDS. Poussée à sec 38.7 kN (8 700 lb), avec postcombustion 66.01 kN (14840 lbf).
RB199 Mk 103
Équipe les Tornado IDS strike. Poussée à sec 40.5 kN, avec postcombustion 73 kN.
RB199 Mk 104
Équipe le Tornado F.3 Britannique. Poussée à sec 40.5 kN, avec postcombustion 73 kN.
RB 199 Mk104D
Dérivé du RB 199 Mk 104, équipe les BAe EAP.
RB199 Mk 105
Équipe les Tornado ECR, disponible en options sur Tornado IDS. Poussée à sec 42.5 kN, avec postcombustion 74.3 kN.
RB199-122
Dérivé du RB 199 Mk 104 (désignation initiale Mk 104E), qui ont équipé les deux premiers prototypes de l'Eurofighter Typhoon avant que la conception de l'Eurojet EJ200 ne soit achevée.